# Due vite parallele
Due vite parallele (El lugar de la otra) è un film cileno del 2024 diretto da Maite Alberdi, basato sul libro di Alia Trabucco Zerán, ispirato ad un fatto di cronaca realmente accaduto in Cile nel 1955.

## Trama
Cile, 1955. Quando la scrittrice cilena Maria Carolina Geel uccide il suo amante, il caso scatena l'interesse di Mercedes, la segreteria del giudice che segue il caso, cosa che comincerà a legare le due donne. Mercedes, infatti, dopo aver recuperato le chiavi dell'appartamento dell'indagata con l'intento di procurarle dei vestiti di ricambio, comincia a rifugiarsi sempre più spesso e più a lungo in questo posto. Provata da una vita logorante dedicata esclusivamente al lavoro e ad accudire il marito e i due figli nella loro povera abitazione, Mercedes inizia a vivere una vita parallela nell'appartamento di Maria Carolina.

## Distribuzione
Il film è stato distribuito sulla piattaforma Netflix dall'11 ottobre 2024.